# أكسيد التيتانيوم الثنائي
 أكسيد تيتانيوم ثنائي مركب كيميائي غير عضوي مكون من عنصري الأكسجين والتيتانيوم له الصيغة TiO، يمكن تحضيره من ثاني أكسيد التيتانيوم ومعدن التيتانيوم عند 1500 درجة مئوية، ويوجد على شكل بلورات نحاسية اللون.